# Вурманкас-Чурино
Вурманка́с-Чу́рино (чув. Вӑрманкас) — деревня в Красноармейском муниципальном округе Чувашской Республики.

## География
Находится в северной части Чувашии, на расстоянии приблизительно 12 км на юг-юго-восток по прямой от районного центра села Красноармейское.

## История
Известна с 1795 года с 18 дворами, в XIX веке существовала как околоток деревни Чурина (ныне не существует). В 1897 был учтен 181 житель, в 1926 — 44 двора, 225 жителей, в 1939—260 жителей, в 1979 — 60 дворов, 190 человек. В 2002 году было 52 двора, в 2010 — 33 домохозяйства. В 1930 году был образован колхоз «Шмидт», в 2010 году действовал СПК «Восток». До 2021 года входила в состав Алманчинского сельского поселения до его упразднения.

## Население
Постоянное население составляло 107 человек (чуваши 100 %) в 2002 году, 86 в 2010.